# 塞琳·奥鲁兹
塞琳·奥鲁兹（土耳其語：Selin Oruz，1997年2月5日—），德国女子曲棍球运动员。她曾代表德国参加2016年和2020年夏季奥林匹克运动会曲棍球比赛，其中2016年奥运会获得一枚铜牌。

## 家庭
哥哥铁木尔·奥鲁兹。